# Staffelung (Flugverkehrskontrolle)
Staffelung, auch Separation (englisch: separation, traffic resolution), ist eine Methode der Flugverkehrskontrolle. Man versteht darunter die Lenkung von Luftfahrzeugen mit dem Ziel, ausreichenden Sicherheitsabstand zwischen den einzelnen Luftfahrzeugen herzustellen. Die Staffelung wird von am Boden befindlichen Flugverkehrskontrollstellen oder den Piloten selbst durchgeführt.

## Staffelungsverpflichtung
Nicht jedes Flugzeug wird von Fluglotsen gestaffelt. Dies hängt davon ab, ob sich das Flugzeug in kontrolliertem oder unkontrolliertem Luftraum befindet und ob der Flug nach Instrumenten-Flug-Regeln (IFR) oder nach Sichtflugregeln (VFR) durchgeführt wird (vgl. hierzu: Luftraumstruktur).
Im Allgemeinen besteht für die Flugsicherung eine Staffelungsverpflichtung für
- Alle Flüge in den Luftraumklassen A und B
- IFR-Flüge zu IFR-Flügen in den Luftraumklassen C, D und E
- IFR-Flüge zu VFR-Flügen in Luftraumklasse C
- IFR-Flüge zu SVFR-Flügen
- SVFR-Flüge zu SVFR-Flügen, sofern dies von der zuständigen Luftfahrtbehörde des jeweiligen Landes vorgeschrieben wird (In Deutschland: Keine Staffelungsverpflichtung).

### Aufheben von Staffelung
Bei Flügen, welche einer Staffelungsverpflichtung unterliegen, darf eine Art der Staffelung erst aufgehoben werden, wenn eine andere erfüllt wird.

## Radarstaffelung
Radarstaffelung ist eine Möglichkeit, jederzeit sichere Abstände zwischen Luftfahrzeugen zu gewährleisten. Sie wird von Fluglotsen in Kontrollzentralen angewandt. Wie der Name bereits besagt, ist die Anwendung der Radarstaffelung nur möglich, wenn die betreffende Arbeitsposition des Lotsen über ein Radarbild seines Luftraums verfügt.
Radarstaffelung ist eine laterale Staffelungsform.
Die Radarstaffelung beträgt standardmäßig 5 NM (Nautische Meile oder auch Seemeile). In Regionen, in welchen verfügbare Radaranlagen eine ausreichende Genauigkeit besitzen, kann diese Distanz auf 3 NM reduziert werden. Im Endanflug kann außerdem eine weitere Reduzierung auf 2.5 NM vorgenommen werden. Diese Werte sind als Minimum zu verstehen, d. h. ist aufgrund der Notwendigkeit von Wirbelschleppenstaffelung ein größerer Abstand notwendig, so gilt dieser als die minimal erforderliche Distanz.
Allgemein gelten in Deutschland und in Österreich folgende Werte für Radarstaffelung zwischen zwei Flugzeugen:
- Der Abstand in gleicher Höhe ist 3 NM in der Nähe der Flugplätze und 5 NM auf der Strecke (Lateralstaffelung) groß.

## Vertikale Staffelung
Vertikale Staffelung wird, wie auch die Radarstaffelung, von Fluglotsen angewandt. Sie zählt zu den Verfahren der konventionellen Flugverkehrskontrolle.
Der Höhenabstand beträgt unterhalb Flugfläche (flight level FL) 290 1000 ft, oberhalb Flugfläche 290 2000 ft.

### Reduzierte Vertikalstaffelungsminima (RVSM)
Erfüllt ein Luftfahrzeug spezifizierte technische Anforderungen, so ist es in RVSM-Luftraum möglich, zwischen zwei Luftfahrzeugen mit RVSM-Ausstattung die vertikale Staffelung zwischen Flugfläche 290 und 410 ebenfalls auf 1000 ft zu reduzieren.
Dies dient der effizienteren Nutzung des Luftraums.

### Vertikale Staffelung während Steig-/Sinkflugphasen
Um auch während des Steig- oder Sinkfluges zweier Maschinen vertikale Staffelung zu gewährleisten, ist es möglich, zusätzlich zur Freigabe in eine andere Höhe beiden beteiligten Luftfahrzeugen eine Steig-/Sinkrate anzuweisen, sodass zu keiner Zeit eine Staffelungsunterschreitung riskiert wird.
Kann ein Pilot aus aerodynamischen Gründen diese Rate nicht mehr einhalten, so ist er verpflichtet, den Fluglotsen darüber unverzüglich in Kenntnis zu setzen.

## Wirbelschleppenstaffelung

### Kategorien
Wirbelschleppen sind von Luftfahrzeugen verursachte Luftverwirbelungen, welche, je nach Stärke, für das nachfolgende Luftfahrzeug gefährlich werden können.
Die Stärke einer Wirbelschleppe hängt zum einen maßgeblich vom Gewicht des Luftfahrzeuges ab, zum anderen spielen aber auch aerodynamische Aspekte eine Rolle.
Die ICAO klassifiziert daher Luftfahrzeuge in folgende Wirbelschleppenkategorien:
- L (Light): Luftfahrzeuge mit einem Höchstabfluggewicht von maximal 7.000 kg
- M (Medium): Luftfahrzeuge mit einem Höchstabfluggewicht von mehr als 7.000 kg aber weniger als 136.000 kg
- H (Heavy): Luftfahrzeuge mit einem Höchstabfluggewicht von 136.000 kg oder mehr (ohne Airbus A380-800)
- J (Super): Airbus A380-800

Oberhalb von Flugfläche 100 wird auch der Airbus A380 als Luftfahrzeug der Kategorie Heavy behandelt.

### Anwendung
Wirbelschleppenstaffelung muss zwischen zwei Flugzeugen angewendet werden, sofern eine der folgenden Bedingungen zutrifft:
- Das nachfolgende Luftfahrzeug fliegt direkt hinter dem vorausfliegenden Luftfahrzeug in gleicher Höhe oder weniger als 1000 ft tiefer in dieselbe Richtung
- Das nachfolgende Luftfahrzeug kreuzt direkt hinter dem vorausfliegenden Luftfahrzeug in gleicher Höhe oder weniger als 1000 ft tiefer
- Zwei Luftfahrzeuge verwenden dieselbe Piste oder parallele Pisten mit einem Abstand von weniger als 760 m
- Zwei Luftfahrzeuge verwenden parallele Pisten mit einem Abstand von mindestens 760 m und der Flugweg des vorausfliegenden Luftfahrzeuges wird in gleicher Höhe oder weniger als 1000 ft tiefer gekreuzt
- Zwei Luftfahrzeuge verwenden kreuzende Pisten und der Flugweg des vorausfliegenden Luftfahrzeuges wird in gleicher Höhe oder weniger als 1000 ft tiefer gekreuzt

Wirbelschleppenstaffelung muss nicht angewendet werden:
- Wenn der Bereich, in welchem Wirbelschleppen auftreten, von keinem Luftfahrzeug gekreuzt wird
- Wenn der Pilot des nachfolgenden Luftfahrzeugs auf zusätzliche Staffelung verzichtet
- Wenn die Wirbelschleppenstaffelungsverpflichtung an den Piloten delegiert wird

### Staffelungsminima
Da unterschiedliche Gewichtskategorien auch unterschiedliche Anfälligkeiten für Wirbelschleppen mit sich bringen, wurden folgende Mindestabstände zwischen den jeweiligen Gewichtsklassen etabliert:
- Light hinter Medium: 5 NM
- Light hinter Heavy: 6 NM
- Light hinter Super: 8 NM
- Medium hinter Heavy: 5 NM
- Medium hinter Super: 7 NM
- Heavy hinter Heavy: 4 NM
- Heavy hinter Super: 6 NM

Diese Abstände verstehen sich als Minima, d. h. sie sind auch einzuhalten, wenn das entsprechende Radarstaffelungsminimum einen kleineren Wert angibt.

### Zeitbasierte Staffelung
Die distanzbasierte Staffelung führt insbesondere bei bestimmten Wetterlagen, etwa bei starkem Gegenwind (der die Geschwindigkeit der Flugzeuge verringert), zu unnötig großen Abständen, wodurch die Kapazität eines Flugplatzes eingeschränkt wird.
So sind etwa am Flughafen London Heathrow ca. 80 % der Verspätungen sowie ein relevanter Anteil der Flugstreichungen bei Ankünften auf Wettereinflüsse zurückzuführen.
Wirbelschleppen lösen sich bei starkem Gegenwind wesentlich schneller auf, weshalb durch das übliche Staffelungsverfahren Kapazität verschwendet wird.
Seit Frühjahr 2015 verwendet die Flugsicherung hier daher ein System, das den Abstand der Flugzeuge nicht metrisch, sondern chronologisch staffelt. Das Verfahren ist auch als TBS (Time-based separation) bekannt. Die Verspätungen bei Ankünften haben sich seitdem um etwa 50 % verringert.

## Eigenverantwortliche Staffelung

### Eigenverantwortung unter VFR
Piloten, die unter VFR-Regeln operieren, haben in Abhängigkeit vom beflogenen Luftraum die Verpflichtung, ihre Staffelung selbständig sicherzustellen. Bei kontrolliertem VFR wird die Staffelung gegebenenfalls wieder durch die Flugverkehrskontrollstelle hergestellt. Dies passiert meist dann, wenn sich VFR-Flieger in Bereichen befinden, wo auch Flugzeuge unter IFR-Regeln unterwegs sein können, z. B. An- und Abfluggebiete von Flugplätzen.

### Eigenverantwortung unter IFR
Der Fluglotse kann die Staffelungsverpflichtung auf den Luftfahrzeugführer (Pilot) während eines Fluges unter IFR-Regeln übertragen, wenn dieser damit einverstanden ist. Bevor ihm die Verantwortung für die Staffelung (delegation of separation) übergeben wird, wird im Vorfeld durch die Flugverkehrskontrollstelle ermittelt, ob der Pilot das andere Flugzeug sehen kann. Der Pilot darf dann während der Tageszeit (zwischen Sonnenaufgang und Sonnenuntergang) und bei guter Sicht (lokal definiert durch Flugwetterdienste) den Mindestabstand auf eigene Verantwortung unterschreiten, womit die Zahl der sich gleichzeitig im Luftraum (Kontrollzone des Flugplatzes, Luftstraße etc.) befindlichen Flugzeuge erhöht werden kann. Man kann dies während Stoßzeiten in den Kontrollzonen großer Verkehrsflughäfen beobachten.

#### Beispiel einer Verantwortungsübergabe
Ein fiktives, aber durchaus so mögliches Szenario einer Verantwortungsübergabe der Staffelung von der Flugverkehrskontrollstelle (FVKSt) an den Piloten könnte sich per Funk etwa so wie hier angeführt abspielen.
Name vom Flug
AUA540 ist ein Austrian-Airlines-Flug, ausgesprochen: Austrian Five Four Zero
Kommunikation
Typischer Kommunikationsablauf zwischen der FVKSt und dem Piloten:
… die FVKSt gibt eine Verkehrsinformation und fragt nach Sichtkontakt …
- FVKSt: AUA540, traffic, Airbus 380, one o'clock, one zero miles, crossing right to left, one thousand feet above, fast moving, report traffic in sight.

… der Pilot bestätigt den Erhalt des Anrufes …
- Pilot: AUA540, looking out.

... falls der Pilot den Verkehr nicht sichtet, aktualisiert die FVKSt nach einer gewissen Zeit die Meldung über den Verkehr ...
- FVKSt: AUA540, mentioned traffic, twelve o'clock, five miles.

… wenn der Pilot den Airbus sichtet, ruft er …
- Pilot: AUA540, traffic in sight.

… die FVKSt fragt, ob eine Delegation möglich ist …
- FVKSt: AUA540, are you able to maintain own separation to mentioned traffic?

… der Pilot bestätigt …
- Pilot: AUA540, affirm.

… die FVKSt übergibt die Verantwortung an den Piloten …
- FVKSt: AUA540, maintain own separation.

Einzelne Sprechgruppen können ggf. zusammengefasst werden, um die Frequenzbelastung zu verringern.

## Sicherheit/Problematik
IFR
Die Höhenstaffelung kann ein Pilot bei entgegenkommenden Flugzeugen nur schwer abschätzen, außerdem steht nur sehr wenig Zeit zur Verfügung. Linienmaschinen bzw. Jets fliegen mit rund 900 km/h, also mit rund 250 m/s aufeinander zu (5 km werden von beiden somit in 10 Sekunden durchflogen). Die Zeit von der Sichtung bis zu einem möglichen Zusammenstoß beträgt bei exzellenter Sicht (50 km oder mehr) somit nur wenige Sekunden und reduziert sich bis auf Null bei schlechter Sicht. Dies ist besonders dann extrem gefährlich, wenn
- der Luftraum "voll ist" und Staffelungen auf ein Minimum reduziert werden,
- anderer Verkehr überhaupt nicht bekannt ist (unter IFR äußerst unwahrscheinlich),
- anderer Verkehr nicht, oder nur schlecht erkannt werden kann (fehlerhaft oder falsch eingestellte Instrumente – Transponder, defekte Radargeräte etc.),
- Verkehr an anderer Position als wirklich geglaubt wird (Falsch- oder Fehlinformationen von Lotsen, unvollständige oder falsche Positionsmeldungen anderer Piloten etc.),
- man sich auf Grund fehlerhafter Bordinstrumente oder Sensoren an anderer Position als wirklich zu befinden glaubt (zum Beispiel: vereiste Einlässe des Höhenmessers, GPS-Fehlfunktionen),
- widersprüchliche Angaben vorliegen, man diese zwar erkennt aber in kurzer Zeit nicht erkennen kann, was falsch und was richtig ist (häufige Ursache),

und man sich somit unter Umständen in falscher Sicherheit wägt. Piloten, die unter IFR-Regeln operieren, verlassen sich hauptsächlich auf ihre Instrumente und die Luftverkehrsleitstellen. Sie halten somit auch nicht dauernd im Luftraum Ausschau nach anderen Flugzeugen. Dies ist bei schlechten Sichtbedingungen (in der Nacht, in Wolken) oftmals gar nicht möglich und auch nicht zielführend, da die Überwachung der Instrumente unter IFR Priorität hat. Zur Kollisionsvermeidung haben deshalb auch alle Linien- bzw. Transportflugzeuge (zumindest wenn in Europa oder den USA zugelassen) ein TCAS, ein Kollisions-Warn- und Vermeidungssystem an Bord. Das TCAS operiert komplett unabhängig von Bodenstationen und wertet die Transpondersignale anderer Luftfahrzeuge auf mögliche Gefahren hin aus. Es schlägt gegebenenfalls Alarm, errechnet ein mögliches Ausweichmanöver und schlägt dieses den Piloten vor.
VFR
VFR-Piloten müssen in der Regel permanent Ausschau nach anderen Flugzeugen halten. Da aber VFR-Piloten meist mit Flugzeugen unterwegs sind, die eine verhältnismäßig geringe Reisegeschwindigkeit im Gegensatz zu Jets erreichen, bleibt auch mehr Zeit zur Erfassung und Kollisionsvermeidung entsprechend der vorgeschriebenen Ausweichregeln.
Folgende Gegebenheiten erschweren das Auffassen (Sichten) und erhöhen das Kollisionsrisiko, da ein visuelles Verschmelzen mit dem Hintergrund erfolgt:
- Wettererscheinungen,
- Flüge neben, über und unter Wolken,
- Flüge gegen die Sonne,
- Blend-Effekte bzw. Spiegelungen von Wolken, Luftschichten und Bodenbegebenheiten (Seen, Wasser, Wüste),
- Stark strukturiertes Gelände (Städte, dichte Siedlungsgebiete usw.),
- Flüge in gebirgigem Gelände auf gleicher oder geringerer Höhe der umliegenden Gipfelniveaus,
- Luftfahrzeuge mit Tarnfarbe (Militär) sowie
- Ausgefallene (nicht eingeschaltete) Positionsleuchten und Strobes.

Allgemein
Bei einem Flugzeug, das auf den Piloten zugeflogen kommt, lässt sich auch nur schwer einschätzen, ob es auf gleicher Flughöhe, und somit auf Kollisionskurs, oder völlig ungefährlich 1000 ft (etwa 300 m) tiefer oder höher entgegenkommt. Als Faustregel gilt, dass ein Flugzeug, das in Höhe der Horizontlinie erscheint, auf der gleichen Flughöhe wie das eigene Flugzeug fliegt.
Vermeidung (eher VFR)
Unter erschwerten Flugbedingungen sowie unter der Annahme möglichen fremden Verkehrs in der Luft kann man auf sich mit folgenden Methoden aufmerksam machen:
passiv
- Einhalten genereller/aller Regeln unter VFR und IFR
- Einhalten örtlicher Flugverkehrsbeschränkungen und -regeln
- Verwendung eines Transponders mit Höhencodierung
- Eher helle Farben/Lackierung auf der Flugzeugoberseite und dunkle auf der Unterseite (Kontrast zur Umgebung)
- Verwendung und Beobachtung des TCAS

aktiv
- Beobachtung des Luftraums (95 % der Zeit, 5 % Instrumente und Navigation – unter VFR)
- Erhöhte Aufmerksamkeit in Zonen hoher Aktivität (Segelflug- und Paragleitergebiete, Flugplätze etc.)
- Einschalten der Landescheinwerfer (sowie jeglicher anderer Beleuchtung)
- Versuch der Kontaktaufnahme, am besten auf der Frequenz der Flugverkehrskontrollstelle oder des nächstgelegenen Flugplatzes und Positionsmeldung
- Schlangenlinienflug (ein Objekt, welches weite Schlangenlinien fliegt, ist leichter zu erkennen als ein starr geradeaus fliegendes) oder eine Orientierungskurve (360°) bzw. kurzes Kippen und Drehen, sodass auch tote Winkel (unter bzw. über dem Flugzeug) eingesehen werden können.
- Vermeidung von Flügen in geringer Höhe (Abheben von der Landschaft/Struktur)

## Folgen mangelnder Staffelung
Wird die Staffelung nicht eingehalten, sei es aufgrund von Piloten- oder Lotsenfehlern, können die Folgen von Beinahe-Zusammenstößen bis zum Zusammenprall reichen, auch wenn weitere Sicherungssysteme, wie z. B. TCAS dies verhindern sollten.
Schwere Unglücke als Folge mangelnder Staffelung
sind in der Regel Kollisionen in der Luft, die für alle Beteiligten meist tödlich ausgehen (Ausnahme meist nur möglich bei Flugzeugen mit Fallschirm/Schleudersitz).
- Der schwerste Flugunfall über Deutschland ist der Zusammenstoß unter IFR-Regeln eines russischen Passagierflugzeugs des Typs Tupolew Tu-154 und einer Frachtmaschine der DHL Typ Boeing 757 in 11 000 m Höhe über dem Bodensee bei Überlingen am 1. Juli 2002, obwohl beide Maschinen TCAS an Bord hatten; siehe auch Flugzeugkollision von Überlingen.
- Zusammenstoß unter VFR-Bedingungen/Regeln eines Helikopters (Super Puma) und eines Kleinflugzeugs (Katana) bei Zell am See in Österreich am 5. März 2007; siehe auch bei Zwischenfälle im Artikel zum Flugplatz Zell am See.
- Frontalzusammenstoß unter IFR-Regeln zweier Passagiermaschinen, eine jugoslawische Douglas DC-9 und eine britische Hawker Siddeley Trident, am 10. September 1976 im Luftraum über Zagreb in Kroatien; siehe auch Flugzeugkollision von Zagreb.
- Der Zusammenstoß einer brasilianischen Boeing 737 und einer Embraer Legacy 600 über den Regenwäldern Brasiliens am 29. September 2006; siehe auch Gol-Transportes-Aéreos-Flug 1907. Alle Insassen der Embraer haben das Unglück überlebt und das leicht beschädigte Flugzeug wurde repariert.